# Unionoida
Unionoida è un ordine di molluschi bivalvi d'acqua salmastra e dolce appartenente alla sottoclasse Palaeoheterodonta, caratterizzati dal guscio di forma variabile, ma generalmente allungato ed equivalve, con interno in madreperla.

## Famiglie
- Unionidae Rafinesque, 1820
- Liaoningiidae Yu & Dong, 1993
- Margaritiferidae Henderson, 1929
- Sancticarolitidae Simone & Mezzalira, 1997